# Jan Mączyński
Jan Mączyński, alte forme ale numelui: Macinius, Mączinsky,( n. 1520 în Gzikow, d. în jurul anului 1587 în Miłkowice) – arianin polonez, cunoscut lexicograf.

## Biografie
Fiul lui Piotr și al Annei din Ciemiński. Bunicul lui, Jakub Zajączek, blazon național Swinka, deținand satul Mączniki a fost primul care se numea Mączyński. După anul 1540 a fost acceptat la curtea arhiepiscopului Sebastian Branicki din Poznań. Odată cu începutul anului 1543  a plecat să studieze în străinătate. Pe 4 aprilie 1543 s-a înscris la Academia din Wittenberd și acolo a fost elevul lui Filip Melanchton. Apoi a studiat la Strasburg în calitate de elev al renumitului filolog și lexicograf Piotr Dasypodiusa. În aceeași perioadă a început să încline spre reformare. După o perioadă scurtă la Paris a reușit să studieze mai departe la Zürich, unde s-a bucurat de favorurile renumiților umaniști și teologi, Heinrich Bullinger. Din ianuarie până în mai 1547 s-a mutat la Padova. În toamna anului 1550 din nou a apărut la Wittenberd. Aici s-a împrietenit cu Lelio Socyne. În anul 1551 s-a întors în Polonia cu limbi bine stăpânite: latină, germană, greacă, precum și cu solide cunoștințe de franceză, italiană și ebraică. Timp de ceva vreme a lucrat în cancelaria lituaniană, mai târziu ca secretar a intrat în slujba lui Mikołaj Radziwilla Czarny. A fost canonicul colegiului bisericesc; canoanele din Poznań l-au recunoscut în februarie 1553, în realitate nu l-au inclus. Dupa moartea lui Mikołaj Radziwill din anul 1565 s-a mutat la curtea regelui Stefan Batori. Între anii 1565-1567 a trecut treptat la arianizm. În anul 1566 a făcut parte din parlamentul lublian ca sol din voievodatul din Sieradz, iar în anul 1569 a luat parte la sinodul din Bełżyce. A murit în jurul anului 1587 în satul Miłkowice, probabil prin sinucidere.
În timpul studiilor de la Zürich a lucrat la dicționarul latin-polon, lucru care s-a terminat probabil în anul 1546. În primăvara anului 1564  s-a mutat la Królewiec, pentru a se ocupa de tipărirea dicționarului al cărui corector nefericit a fost  Jan Sandenci-Małecki. Aici a editat primul mare dicționar latin-polon „Lexicon Latino Polonicum Ex Optimis Latinae Linguae Scriptoribus Concinnatum” cuprinzând în jur de 20.000 cuvinte latinești și corespondenții lor polonezi. Editarea dicționarului lui Mączyński a fost un eveniment atât de însemnat pentru umaniștii polonezi prezenți încât Jan Kochanowski l-a imortalizat în fresca „Dicționarul lui Mączyński.“

## Opere mai importante
- Dizertația despre limba slavă (operă distrusă), apărută înainte de 1548; îl schimba T. Bibliander (Buchamnn) „De ratione communi omnium linguarum et literarum commentarius“, Zürich 1548
- Lexicon Latino-Polonicum ex optimis Latinae linguae scriptoribus concinnatum, Królewiec 1564, tipografie J. Daubmann,
- Lexicon Latino-Polonicum ex optimis Latinae linguae scriptoribus concinnatum, Królewiec 1564, tipografie J. Daubmann, (dod.: List F. Melanchtona pt. De origine gentis Henetae Polonicae..., poezii de laudă: P. Roizjusza, J. Kochanowskiego, J. D. Solikowskiego, J. Weigeliusa, A. Trzecieskiego, J. Lubelczyka); fragm. dedicat lui Zygmunt August în suplimentul polonez a lui M. Brożek  ed. W. Taszycki "Apărătorii limbii polone. Secolele XV-XVIII", Wrocław, Biblioteca Națională, seria I, nr 146; resurse lexicale polone editate critice pt. Expresii polone în dicționarul latino-polon a lui J. Mączyński, parte 1: A-O, elaborat de W. Kuraszkiewicz, Wrocław 1962, BPP, seria B, nr 12, cz. 2: P-Z, elaborat W. Kuraszkiewicz; descriere bibliografică: W. Korotaj, Wrocław 1963, BPP, seria B, nr 12

## Scrisori și materiale
- 6 scrisori din anii 1546-1565 ( lui J. Łaski, F. Lismanin, K. Pellikan) editat T. Wotschke "Der Briefwechsel der Schweizer mit den Polen", Archiv f. Reformationsgeschichte, Ergänzungsband 3 (1908)
- Lui J. J. Łaski, datat la 31 decembrie 1546, editat T. Wotschke "Herzog Albrechts Briefe an Johann Laski", Altpreussische Monatsschrift, t. 45 (1908), s. 467-470
- Lui A. Vergerius, datată în Wilnius la 7 martie 1560, editat T. . Wotschke "Abraham Culvensis", Altpreussische Monatsschrift, t. 42 (1905), s. 214-216
- Scrisoare lui S. Hozjusz, datată în satul Nichniewicz (în Lituania) la 9 decembrie 1564, manuscris în biblioteca din Gotha, ref. III 53 autogr,
- Document datat la 9 februarie 1553, cu privire la instalarea canonului catedrei din Poznań;  R. Weimann „Receptiones seu installationes ad episcopatum, praelatures et canonicatus Ecclesiae Cathedralis Poznaniensis ab anno 1522 usque ad annum 1800”, Anuare ale Asociației Prietenilor  Stiintei Cunoașterii, vol. 35 ( 1909), s 37
- Fișe de bani, dat. în Varșovia decembrie 28 1653 ed. T. Wierzbowski „Materiale pentru istoria literaturii poloneze”, vol 1, Varșovia 1900, s 118